# Brammetje Bram
Brammetje Bram is een Belgische stripreeks, getekend door Eddy Ryssack. Er werkten meerdere scenaristen aan de reeks, namelijk Frans Buissink, Eddy Ryssack, Jacques Bakker, Piet Hein Broekland, Michel Noirret, Jacques Van Melkebeke en Yvan Delporte.

## Inhoud
De hoofdpersoon van deze humoristische piratenstrip is Brammetje Bram, die per ongeluk scheepsjongen wordt bij de gevreesde piraat Knevel de Killer, de schrik van de zeven zeeën. 
Aan boord van diens schip 'De Zeemadelief' zijn verder de kat Knarf, boots Marius, de viking Driek, de Chinese kok So-Wi-So en de scheepsdokter Salver Quak.

## Publicatiegeschiedenis
In 1970 verschijnt het eerste verhaal van Brammetje Bram in het stripblad Sjors.
De eerste twee jaar was Frans Buissink de scenarist van de reeks. Later werkte Ryssack samen voor de scenario's met Jacques Bakker, Piet Hein Broenland en Michel Noirret. 
In de periode 1970-1975 verschenen in totaal veertien verhalen in Sjors.
In 1975 gingen de stripbladen Sjors en Pep samen op in het nieuwe stripblad Eppo, wat het voorlopige einde betekende van de publicaties in Nederlandse bladen.
Brammetje Bram verscheen bij de Duitse uitgeverij Koralle Verlag in de Zack Parade onder de naam Pittje Pit. Verspreid over vier jaar werden de Nederlandse verhalen in het Duits vertaald en verschenen er nieuwe verhalen van verschillende lengte. Tevens verschenen twee verhalen in het reguliere tijdschrift Zack aan het begin van 1977. 
De achtergronden in de Duitse uitgaven zijn minder uitgewerkt dan in de Nederlandse uitgaves, maar de elasticiteit en expressiviteit van de personages compenseren dat gebrek ruimschoots.
In 1979 bracht Koralle Verlag vertalingen van de verhalen van Brammetje Bram op de Nederlandstalige markt in het blad Wham! en op de Franstalige markt in het blad Super As. Twee lange verhalen, Brammetje Bram en de Beieren en De steen der wijzen werden in datzelfde jaar als album uitgebracht bij de nieuw opgerichte uitgeverij Harko Magazines.
Voor een aantal verhalen werkte Ryssack samen met de scenaristen Jacques Van Melkebeke en Yvan Delporte.
In Frankrijk kreeg Brammetje Bram de naam Colin Colas. In Super As verschenen voornamelijk vertalingen, maar ook twee lange en vier korte verhalen die enkel in dat blad voorgepubliceerd werden. De twee lange verhalen werden vervolgens in het Nederlands als album uitgebracht: Het schatteneiland en Het monster van Drumnadrochit.
Halverwege de jaren tachtig van de 20e eeuw stopten de publicaties van Brammetje Bram in Zack. In 1981 en 1983 verschenen de albums De keizer van Sargasso en Tornado over Jamaïca bij uitgeverij Novedi.
| Nr | Jaar | Titel                               | Tekenaar     | Scenarist             | Aantal pagina's | Publicatie                           |
| -- | ---- | ----------------------------------- | ------------ | --------------------- | --------------- | ------------------------------------ |
| 1  | 1970 | Knevel de Killer                    | Eddy Ryssack | Frans Buissink        | 60              | Sjors 1970 nrs 17-38                 |
| 2  | 1970 | De schat van de Noer-Akhs           | Eddy Ryssack | Frans Buissink        | 32              | Sjors 1970 nrs 47-50                 |
| 3  | 1971 | De zonnekoning van de Mato Grosso   | Eddy Ryssack | Frans Buissink        | 44              | Sjors 1971 nrs 21-41                 |
| 4  | 1971 | De levende mummie                   | Eddy Ryssack | Frans Buissink        | 44              | Sjors 1971 nr 46 t/m 1972 nr 14      |
| 5  | 1971 | De listen van Linke Loe             | Eddy Ryssack | Frans Buissink        | 44              | Sjors 1971 nrs 18-39                 |
| 6  | 1972 | De Schrik van Torantijn             | Eddy Ryssack | Frans Buissink        | 44              | Sjors 1972 nr 43 t/m 1973 nr 12      |
| 7  | 1973 | De jacht op het pauwe-ei            | Eddy Ryssack | Frans Buissink        | 44              | Sjors 1973 nrs 18-39                 |
| 8  | 1973 | De gevangenen van het Duivelseiland | Eddy Ryssack | Jacques Bakker        | 44              | Sjors 1973 nr 41 t/m 1974 nr 10      |
| 9  | 1974 | Jonker ahoy!                        | Eddy Ryssack | Eddy Ryssack          | 44              | Sjors 1974 nrs 19-41                 |
| 10 | 1974 | Brammetje op de brug                | Eddy Ryssack | Eddy Ryssack          | 8               | Sjors 1974 nrs 45-46                 |
| 11 | 1974 | Zie ginds komt de zeilschuit        | Eddy Ryssack | Eddy Ryssack          | 6               | Sjors 1974 nr 49                     |
| 12 | 1975 | De erfenis van Knevel               | Eddy Ryssack | Eddy Ryssack          | 16              | Sjors 1975 nrs 11-14                 |
| 13 | 1975 | Opgeruimd staat netjes              | Eddy Ryssack | Eddy Ryssack          | 7               | Sjors 1975 nrs 23-25                 |
| 14 | 1975 | Knevel als landrot                  | Eddy Ryssack | Eddy Ryssack          | 16              | Sjors 1975 nrs 26-33                 |
| 15 | 1974 | Als Hackepeter Baden Ging           | Eddy Ryssack |                       |                 |                                      |
| 16 | 1975 | Immer diese Landratten              | Eddy Ryssack |                       |                 |                                      |
| 17 | 1975 | Der Giftzwerg des Gouveneurs        | Eddy Ryssack |                       |                 |                                      |
| 18 | 1975 | Der Fliegende Holländer             | Eddy Ryssack |                       |                 |                                      |
| 19 | 1976 | Arger à la Carte                    | Eddy Ryssack |                       |                 |                                      |
| 20 | 1976 | Buddhas Ohr                         | Eddy Ryssack |                       |                 |                                      |
| 21 | 1977 | Kapitein zonder schip               | Eddy Ryssack | Eddy Ryssack          | 15              | Wham! 1980 nrs 8-9.                  |
| 22 | 1977 | Hackepeter Lernt das Fürchten       | Eddy Ryssack |                       |                 |                                      |
| 23 | 1978 | Doc Gallensteins Elixier            | Eddy Ryssack |                       |                 |                                      |
| 24 | 1978 | Katzenjammer und Kanonen            | Eddy Ryssack |                       |                 |                                      |
| 25 | 1978 | Der Kinderschreck                   | Eddy Ryssack |                       |                 |                                      |
| 26 | 1978 | Wie die Jeans Erfunden Wurde        | Eddy Ryssack |                       |                 |                                      |
| 27 | 1978 | Kurs auf Jamaica                    | Eddy Ryssack |                       |                 |                                      |
| 28 | 1979 | Das Holz des Alten Iren             | Eddy Ryssack |                       |                 |                                      |
| 29 | 1979 | Piraten under Sich                  | Eddy Ryssack |                       |                 |                                      |
| 30 | 1979 | Alles in Butter auf dem Kutter      | Eddy Ryssack |                       |                 |                                      |
| 31 | 1979 | So'ne und Solche Piraten            | Eddy Ryssack |                       |                 |                                      |
| 32 | 1977 | Bürokraten und Piraten              | Eddy Ryssack |                       |                 |                                      |
| 33 | 1977 | Freibeuter e.V.                     | Eddy Ryssack |                       |                 |                                      |
| 34 | 1979 | De Beieren                          | Eddy Ryssack | Jacques Van Melkebeke | 48              | Wham! 1979 nrs 1-9.                  |
| 35 | 1979 | De steen der wijzen                 | Eddy Ryssack | Eddy Ryssack          | 48              | Wham! 1979 nrs 10-18.                |
| 36 | 1979 | Holiday on ice                      | Eddy Ryssack | Eddy Ryssack          | 10              | Wham! 1979 nrs 25-26.                |
| 37 | 1979 | De draken van de aartshertog        | Eddy Ryssack | Yvan Delporte         | 8               | Wham! 1979 nr 35.                    |
| 38 | 1979 | De kater van kapitein Knevel        | Eddy Ryssack | Eddy Ryssack          | 6               | Wham! 1979 nr 37.                    |
| 39 | 1979 | De verschrikkelijke bende           | Eddy Ryssack | Yvan Delporte         | ?8              | Wham! 1979 nr 41.                    |
| 40 | 1979 | Een overwachte gast                 | Eddy Ryssack | Eddy Ryssack          | 8               | Wham! 1979 nr 42.                    |
| 41 | 1980 | Een Bram in de soep                 | Eddy Ryssack | Eddy Ryssack          | 5               | Wham! 1980 nr 11.                    |
| 42 | 1980 | Een zee van verveling               | Eddy Ryssack | Eddy Ryssack          | 7               | Wham! 1980 nr 17.                    |
| 43 | 1980 | Een muizeval voor piraten           | Eddy Ryssack | Eddy Ryssack          | 7               | Wham! 1980 nr 19.                    |
| 44 | 1980 | Het verraad van Brammetje Bram      | Eddy Ryssack | Eddy Ryssack          | 7               | Wham! 1980 nr 24.                    |
| 45 | 1979 | Biscuits Secs et Copies Conforme    | Eddy Ryssack |                       |                 |                                      |
| 46 | 1979 | La Lettre de Marque                 | Eddy Ryssack |                       |                 |                                      |
| 47 | 1979 | Het schatteneiland                  | Eddy Ryssack | Eddy Ryssack          | 48              | Het schatteneiland (1980)            |
| 48 | 1979 | Une Toile dans le Vent              | Eddy Ryssack |                       |                 |                                      |
| 49 | 1979 | Het monster van Drumnadrochit       | Eddy Ryssack | Yvan Delporte         | 48              | Het monster van Drumnadrochit (1980) |
| 50 | 1980 | Le Péril Jaune                      | Eddy Ryssack |                       |                 |                                      |
| 51 | 1981 | De keizer van Sargasso              | Eddy Ryssack | Yvan Delporte         | 48              | De keizer van Sargasso (1981)        |
| 52 | 1983 | Tornado over Jamaïca                | Eddy Ryssack | Eddy Ryssack          | 48              | Tornado over Jamaïca (1983)          |

## Albums
| Jaar | Titel                                       | Reeks / nr                      | Aantal pagina's | Uitgeverij           |
| ---- | ------------------------------------------- | ------------------------------- | --------------- | -------------------- |
| 1973 | Brammetje Bram en de schat van de Noer-Akhs | Oberon Strips Gekleurd nr 2     | 48              | Oberon               |
| 1979 | Brammetje Bram ..en de Beieren              | Wham! Album nr 4                | 48              | Harko Magazines      |
| 1979 | De steen der wijzen                         | Wham! Album nr 10               | 48              | Harko Magazines      |
| 1980 | Het schatteneiland                          | Wham! Album nr 25               | 48              | Harko Magazines      |
| 1980 | Het monster van Drumnadrochit               | Brammetje Bram nr 4             | 48              | Edi-3-BD             |
| 1981 | De keizer van Sargasso                      | Brammetje Bram nr 5             | 48              | Novedi               |
| 1983 | Tornado over Jamaïca                        | Brammetje Bram nr 6             | 48              | Novedi               |
| 1984 | De levende mummie                           | Collectie 9e kunst nr 3         |                 | 9de kunst            |
| 2001 | Piraterij & Co                              |                                 | 40              | Silhouet             |
| 2018 | Knevel de Killer                            |                                 | 80              | Hauwaerts Uitgeverij |
| 2018 | Piraten in zicht!                           | De complete Brammetje Bram nr 1 | 176             | Arboris              |
| 2018 | Mummies en monsters                         | De complete Brammetje Bram nr 2 | 160             | Arboris              |
| 2020 | Pauwen en pestkoppen                        | De complete Brammetje Bram nr 3 | 160             | Arboris              |

In 1984 gaf uitgeverij 9de Kunst het verhaal De levende mummie uit in een oplage van 46 exemplaren met een opgeplakte voorplaat en waarvan 40 met een van de originele platen van het verhaal.
In 2001 bracht uitgeverij Silhouet een bundeling van drie verhalen uit, ongekleurd in hardcover, afkomstig uit publicaties van Wham! en Super As.
In 2018 gaf Hauwaerts Uitgeverij het verhaal Knevel de Killer uit met scans van de originele platen in zwart-wit.
In 2018 startte uitgeverij Arboris met een integrale uitgave van alle Brammetje Bram-verhalen. In de eerste bundel werden de verhalen Knevel de Killer, De schatten van de Noer-Akhs en De zonnekoning van de Mato Grosso opgenomen.
In de tweede bundel werden de verhalen De levende mummie, De listen van Linke Loe en De schrik van Torantijn gebundeld.
In de derde bundel werden de verhalen De jacht op het pauwen-ei, De gevangenen van het duivelseiland en Jonker ahoy! verzameld.